# 琳达·K·科贝尔
琳达·K·科贝尔（1940年1月23日—）是一位美国女性主義历史学家，出生于纽约市布鲁克林区，爱荷华大学教授，专攻美国政治和思想观念史，特别是美国妇女的历史，2006年任美國歷史學會会长。